# مارتي بيرك
مارتي بيرك هو لاعب هوكي الجليد كندي، ولد في 28 يناير 1905 في تورونتو في كندا، وتوفي في 7 مارس 1968.

## وصلات خارجية
- مارتي بيرك على موقع دوري الهوكي الوطني (الإنجليزية)
- مارتي بيرك على موقع قاعة مشاهير الهوكي (لاعب أن.إتش.أل) (الإنجليزية)
- مارتي بيرك على موقع EliteProspects.com (الإنجليزية)
- مارتي بيرك على موقع HockeyDB.com (الإنجليزية)
- مارتي بيرك على موقع Hockey-Reference.com (الإنجليزية)